# Homerecords

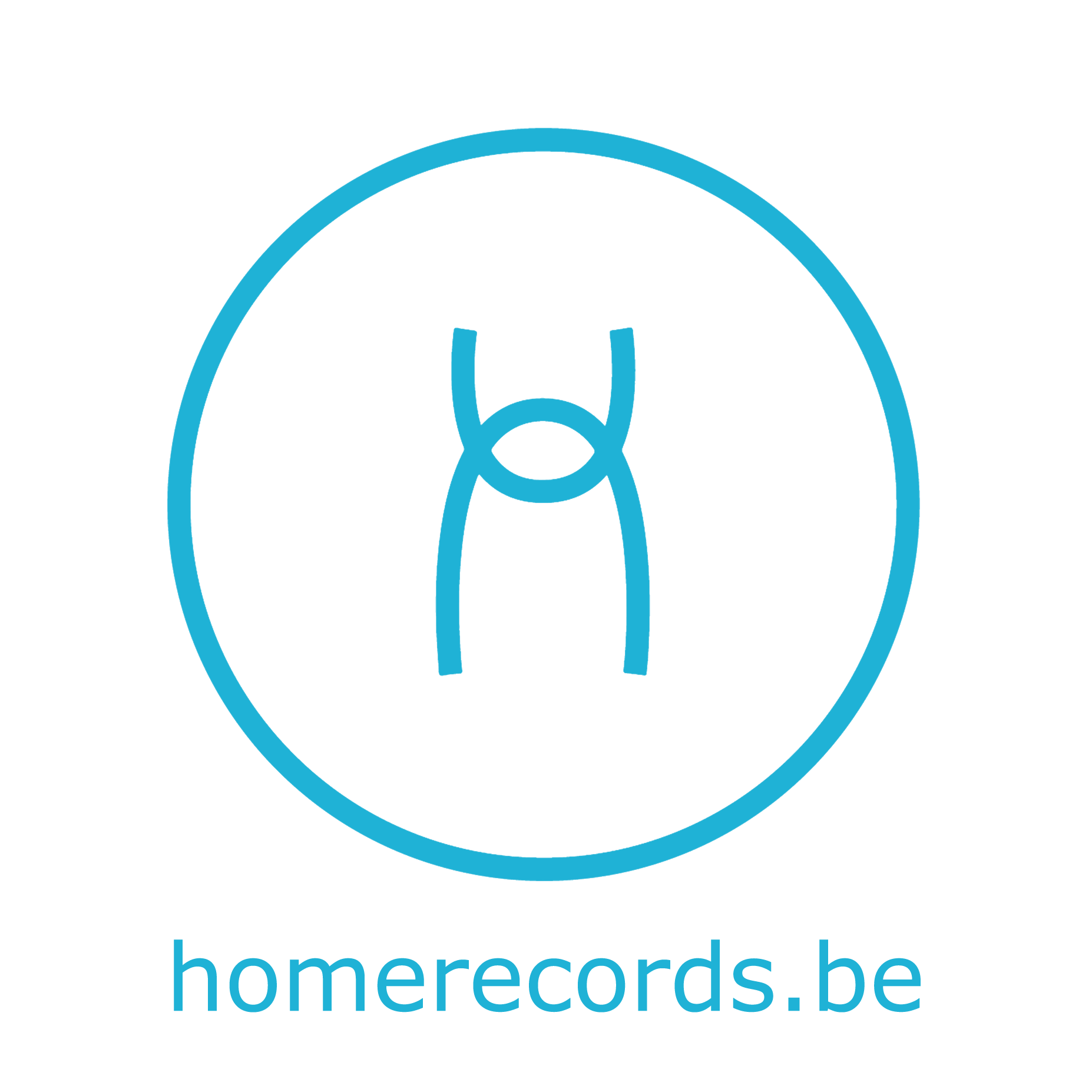

homerecords.be is een onafhankelijk muzieklabel gevestigd in Luik (Wallonië) en opgericht in 1998. Het label, dat werd opgericht door geluidstechnicus Michel Van Achter, bracht in 2004 zijn eerste album uit en presenteert een eclectische catalogus (klassieke muziek, jazz, folk, rock, hedendaagse muziek, wereldmuziek).
Tot op heden heeft zij meer dan 250 albums geproduceerd, bewerkt of opgenomen. De internationale vakpers (Trad Magazine, Mondomix, Crossing Border, CD Roots, enz.) heeft de stoutmoedigheid van de catalogus en het beleid van sonische uitmuntendheid geprezen. In 2020 werd het erkend door de World Music Charts van Womex en stond het op de vierde plaats in de top 20 van de wereldmuzieklabels. Gedreven door een beleid van eerlijkheid is het tot op de dag van vandaag een van de enige labels die volledige rechten verleent aan artiesten en rechthebbenden.

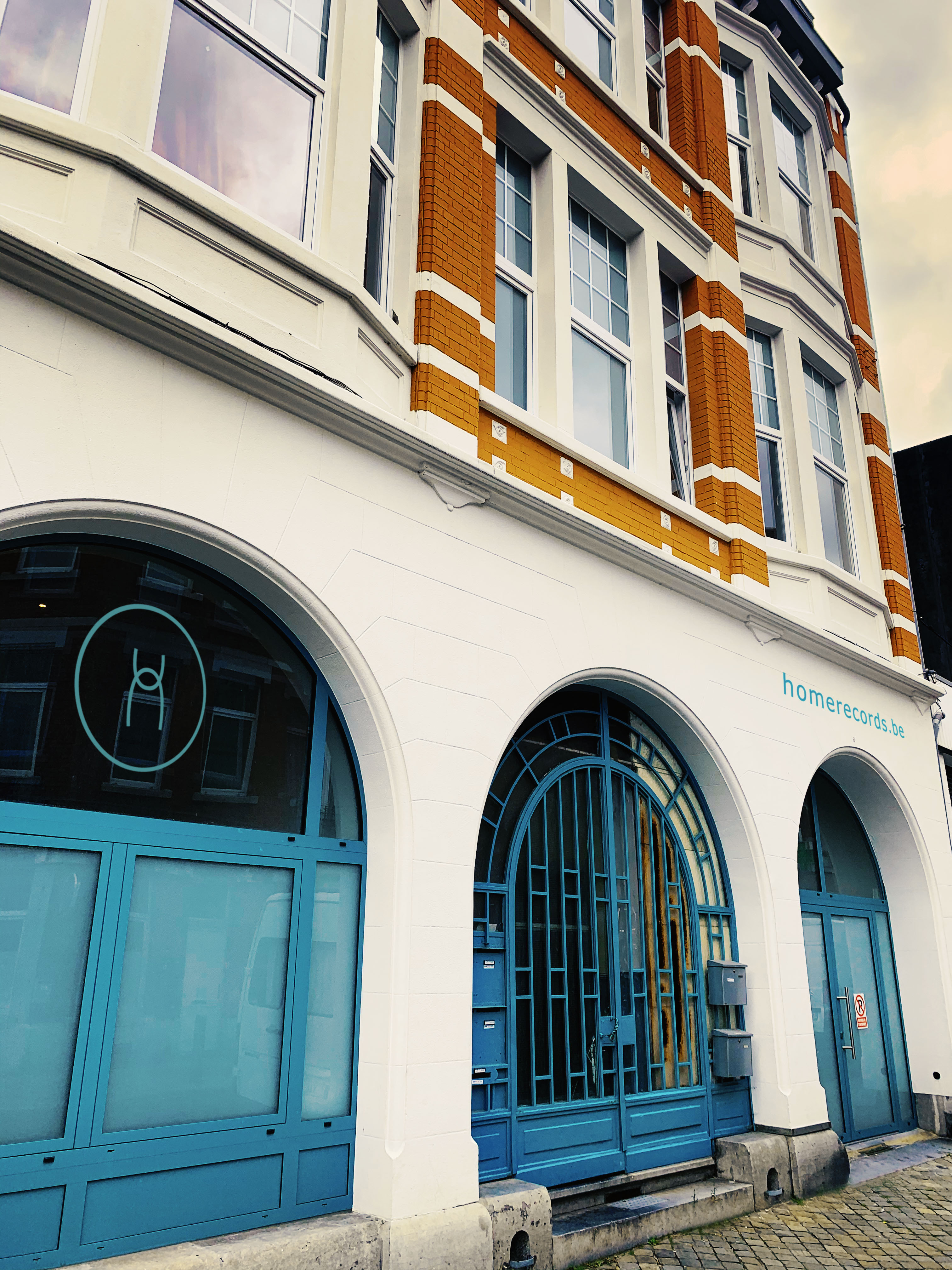
Homerecords is gevestigd in Luik

Enkele artiesten en groepen die voor Homerecords.be hebben opgenomen zijn:
- Osama Abdulrasol
- Ambrozijn
- Soetkin Baptist
- Wim Claeys
- Deux accords diront
- Aurélie Dorzée
- Ialma
- Didier Laloy
- Naragonia
- Olla Vogala
- Luc Pilartz
- Tom Theuns
- Wouter Vandenabeele

- MusicBrainz: 0f6c49ea-e47a-4a17-8374-a1d30c737e59